# 37. pehotna divizija (ZDA)
Za druge 37. divizije glejte 37. divizija.
37. pehotna divizija (izvirno angleško 37th Infantry Division) je bila pehotna divizija Kopenske vojske ZDA.